# Домарен
Домарен (фр. Domarin) насеље је и општина у источној Француској у региону Рона-Алпи, у департману Изер која припада префектури Ла Тур ди Пен.
По подацима из 2011. године у општини је живело 1423 становника, а густина насељености је износила 475,92 становника/km². Општина се простире на површини од 2,99 km². Налази се на средњој надморској висини од 250 метара (максималној 450 m, а минималној 231 m).

## Демографија
| 1962. | 1968. | 1975. | 1982. | 1990. | 1999. | 2011. |
| ----- | ----- | ----- | ----- | ----- | ----- | ----- |
| 553   | 610   | 846   | 1.253 | 1.382 | 1.428 | 1.423 |

График промене броја становника у току последњих година